# Ctenochauliodes griseus
Ctenochauliodes griseus är en insektsart som beskrevs av C.-k. Yang och Ding Yang 1992. Ctenochauliodes griseus ingår i släktet Ctenochauliodes och familjen Corydalidae. Inga underarter finns listade i Catalogue of Life.